# 1918 en Nouvelle-Écosse
Chronologie de la Nouvelle-Écosse
- 1914
- 1915
- 1916
- 1917
- 1918
- 1919
- 1920
- 1921
- 1922

Cette page concerne des événements survenus en 1918 dans la province canadienne de la Nouvelle-Écosse.

## Politique
- Premier ministre : George H. Murray
- Chef de l'Opposition : MacCallum Grant
- Lieutenant-gouverneur :
- Législature :